# Pięcioksiąg Ashburnhama

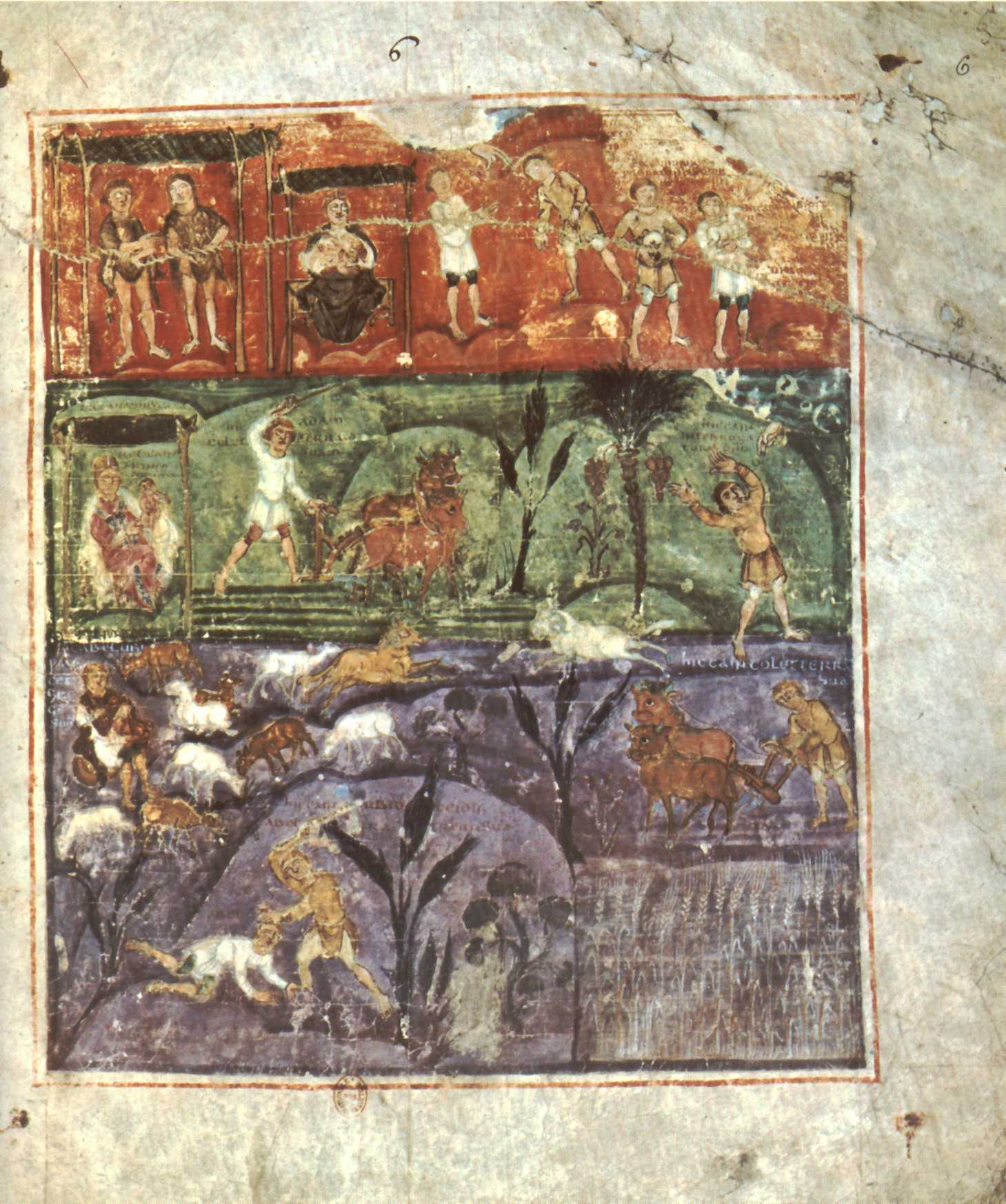
Karta z manuskryptu, zawierająca miniaturę ilustrującą historię Kaina i Abla

Pięcioksiąg Ashburnhama, znany też jako Pięcioksiąg z Tours – iluminowany łaciński manuskrypt z VI/VII wieku, zawierający tekst Pięcioksięgu Mojżeszowego. Jest jednym z najstarszych znanych rękopisów zawierających tekst Starego Testamentu według przekładu Wulgaty. Obecnie przechowywany jest w zbiorach Francuskiej Biblioteki Narodowej w Paryżu (sygnatura MS nouv. acq. lat. 2334).
Manuskrypt zachował się w stanie niekompletnym, brakuje całej Księgi Powtórzonego Prawa i końcowych fragmentów Księgi Liczb, a z pierwotnych prawdopodobnie 65 miniatur przetrwało zaledwie 18. W obecnej postaci liczy 142 kart o wymiarach 371×321 mm. Pochodzenie księgi jest niepewne, jedni badacze wiążą ją z jakimś skryptorium w Italii, inni wskazują na wizygocką Hiszpanię lub północną Afrykę. Większość miniatur zawiera scenki ułożone w dwóch lub trzech rzędach, ilustrujące daną historię starotestamentową. Ilustracje ułożone są chaotycznie i nie wiążą się zazwyczaj z tekstem obok którego zostały umieszczone, co wskazuje iż autorowi chodziło przede wszystkim o wymowę dydaktyczną przedstawionych opowieści.
Na początku XIX wieku manuskrypt znajdował się w bibliotece katedralnej w Tours. Skradziony w 1843 roku, został sprzedany w 1847 roku lordowi Bertramowi Ashburnhamowi. W 1888 roku odkupiła go Biblioteka Narodowa Francji.